# Russula aeruginea
Russula aeruginea (Elias Magnus Fries, 1863), denumită în popor vinețica porcului,  este o  specie de ciuperci comestibile din încrengătura Basidiomycota în familia Russulaceae și de genul Russula care coabitează, fiind un simbiont micoriza (formează micorize pe rădăcinile arborilor). Ea se poate găsi în România, Basarabia și Bucovina de Nord prin iarbă în locuri luminoase cu soluri acide foarte proaspete până uscate, în nici un caz calcaroase, dezvoltându-se preferat  sub mesteceni, câteodată și sub tei, foarte rar sub larici și pini, în păduri, parcuri, grădini sau chiar cimitire. Buretele apare, crescând de la deal la munte, din începutul lui iulie până la sfârșitul lui octombrie.

## Descriere

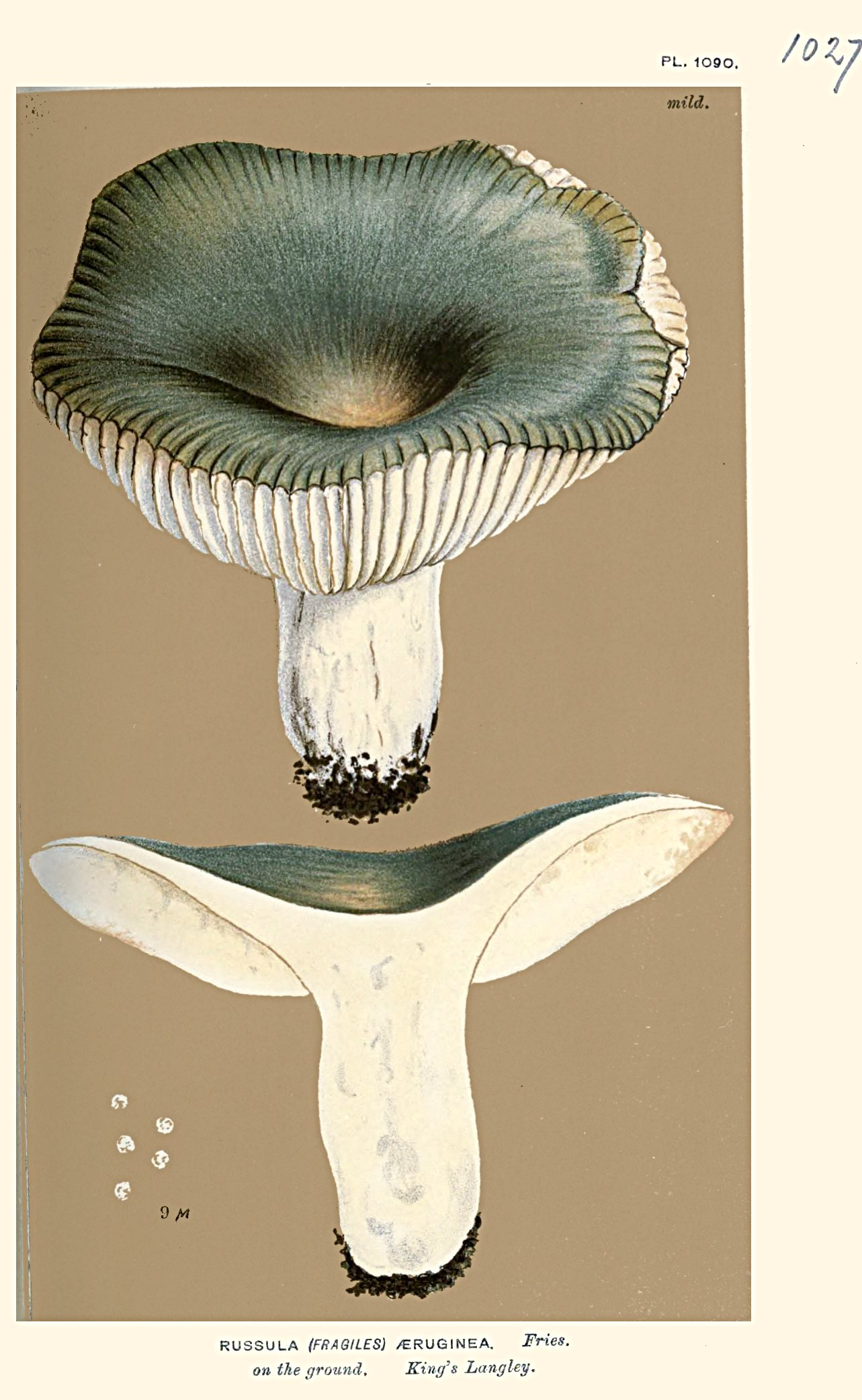
Cooke: R. aeruginea

- Pălăria: este de mărime medie pentru ciuperci plin dezvoltate cu un diametru de aproximativ 5-10 (12) cm, fiind cărnoasă, inițial semisferică, apoi boltită, în sfârșit plată, la vârstă adâncită în centru și adesea brăzdată la margine. Cuticula, care se poate îndepărta cam până pe jumătatea razei pălăriei, este netedă, destul de lucioasă, deseori lipicioasă sau unsuroasă. Coloritul este verde deschis, gri-verzui, parțial și gri deschis, de multe ori la bătrânețe mai închis în mijloc, dar niciodată cu nuanțe violacee.
- Lamelele:  sunt țăndărind și sfărâmicioase, înghesuite, destul de subțiri, deseori bifurcate, aderate la picior, în vârstă decurente. Coloritul este la început albui, mai târziu de un crem palid și la bătrânețe adesea cu pete maronii.
- Piciorul: are o înălțime de 4-8 cm și o lățime de 1,2-2 cm, este ferm și plin, cilindric, uniform însă cu baza ușor ascuțită, uscat la suprafață, uneori ușor striat longitudinal. Culoarea lui este mereu albă până albicioasă.
- Carnea: este fragilă și sfărâmicioasă, fiind albă, la bătrânețe cu nuanțe gri. Mirosul este aproape imperceptibil și gustul plăcut, lamelele exemplarelor tinere chiar ceva  iutișor.
- Caracteristici microscopice: are spori mici, hialini (translucizi), rotunjori până ușor ovali, scurt țepoși, având o mărime de 6-8 (10) x 6-7 microni. Pulberea lor este crem-gălbui deschis.[5][6]
- Reacții chimice: Buretele se colorează cu acid sulfuric cuticula galben-maroniu, cu anilină lamelele la început slab galben de lămâie, apoi murdar portocaliu și carnea imediat slab galben-maroniu, cu fenol maro, cu Hidroxid de potasiu cuticula slab galben-maroniu, cu naftolul α albastru, cu sulfat de fier carnea slab galben-maroniu coaja piciorului murdar măsliniu, cu sulfoformol lamelele albastru și cu tinctură de Guaiacum coaja piciorului albastru-verzui.[7][8]

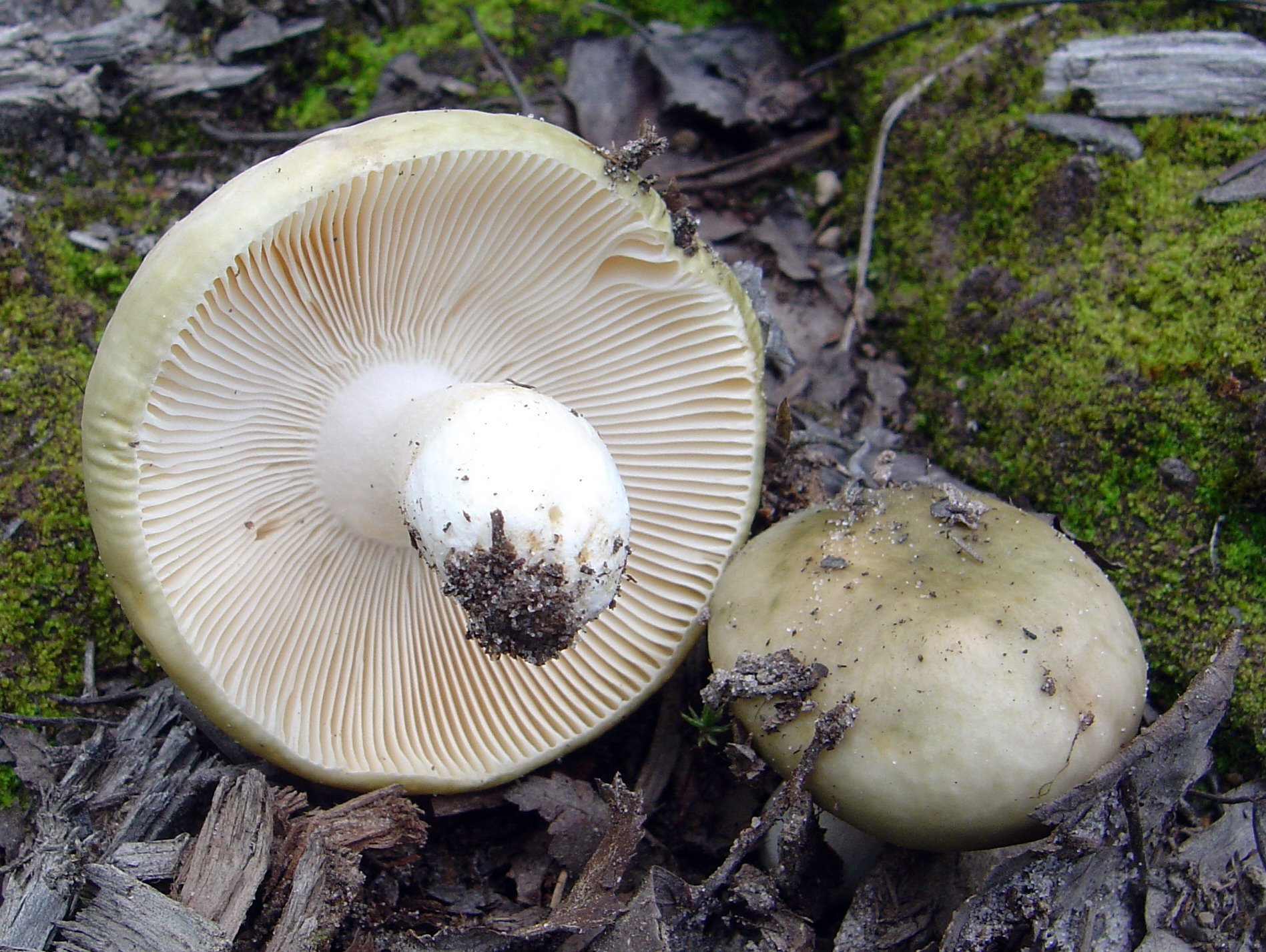
R. aeruginea, lamele
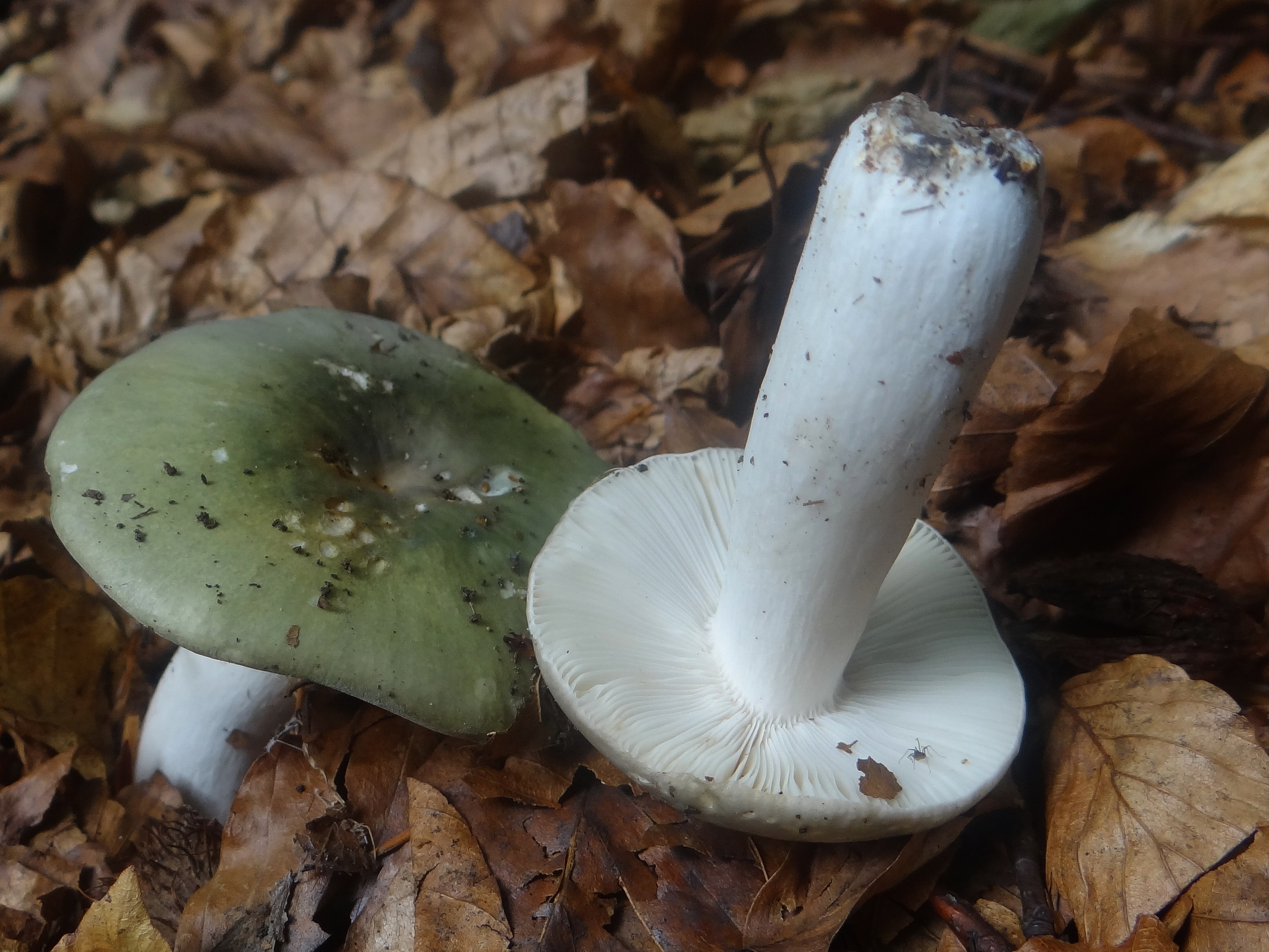
R. aeruginea, picior
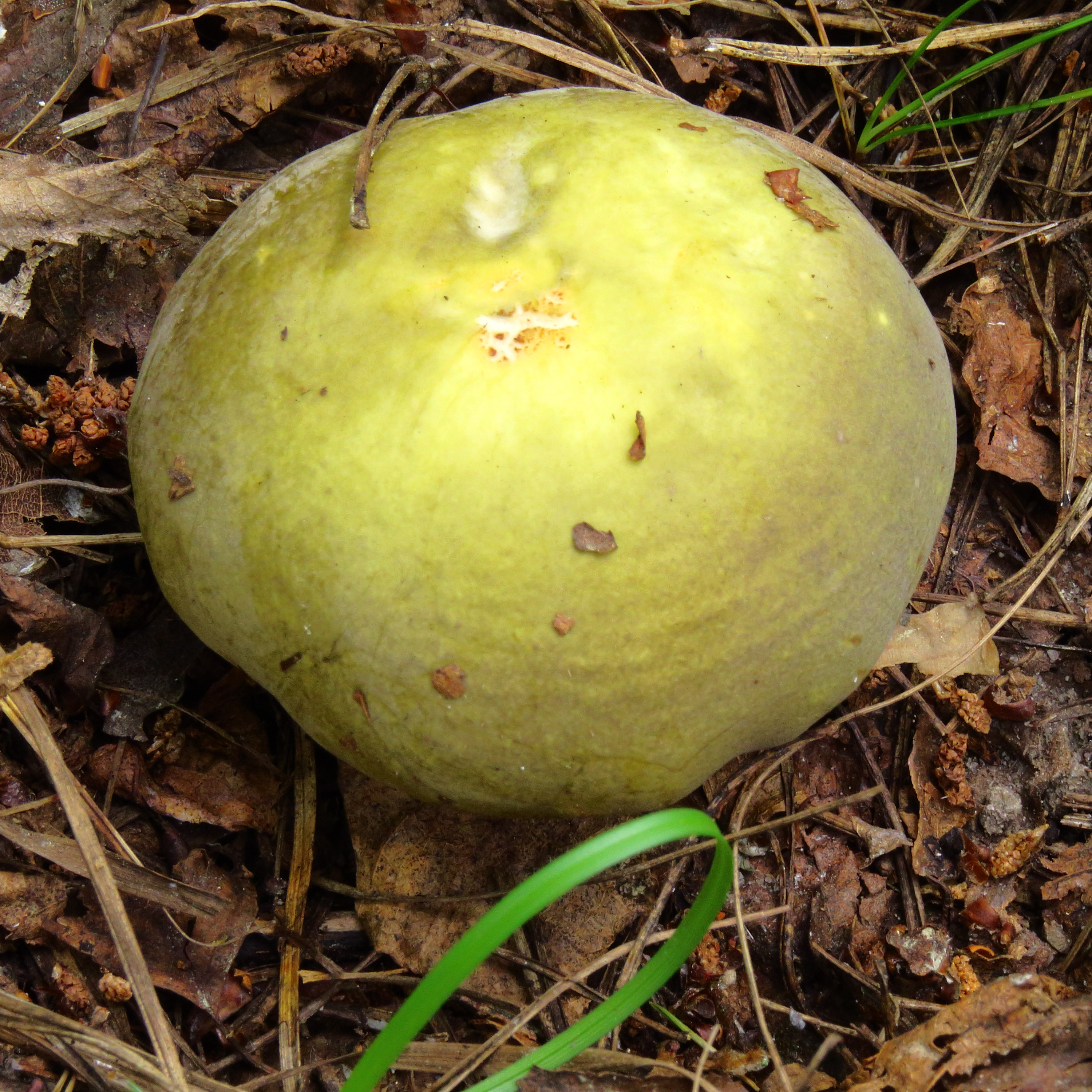
R. aeruginea tânără
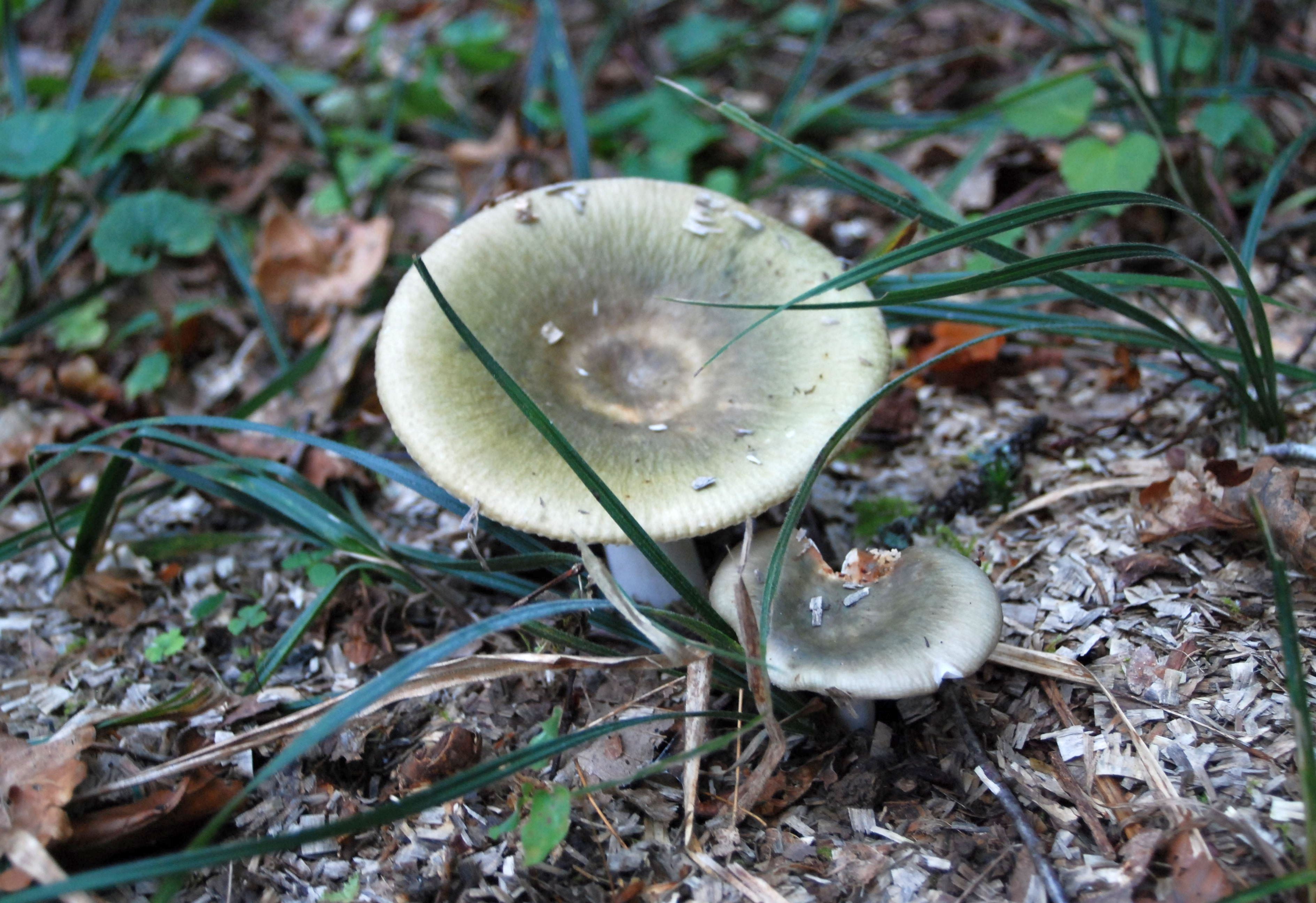
R. aeruginea maibătrâne

## Confuzii
Mare pericol înseamnă confuzia vinețiții porcului cu buretele mortal Amanita phalloides în tinerețe sau cu posibil fatalul Tricholoma equestre sin. Tricholoma flavovirens (lamele galbene), între timp recunoscut ca foarte periculos, pentru că ar putea să provoacă Sindromul Paxillus asemănător al lui Paxillus involutus.) În rest, ea poate fi confundată cu unele surate ale ei, cum ar fi ușor otrăvitoarea Russula.raoultii (iute și amară) sau cu comestibilele Russula amoena, Russula amoenicolor, Russula heterophylla, Russula integra, Russula ionochlora, Russula lilacea sin. Russula carnicolor (comestibilă), Russula nigricans, Russula olivacea, Russula parazurea, Russula puellaris, Russula stenotricha, Russula versicolor (destul de iute, în primul rând lamelele tinere),  Russula violeipes  sau Russula virescens. Cea mai mare asemănare o are cu delicata Russula grisea.

## Specii asemănătoare

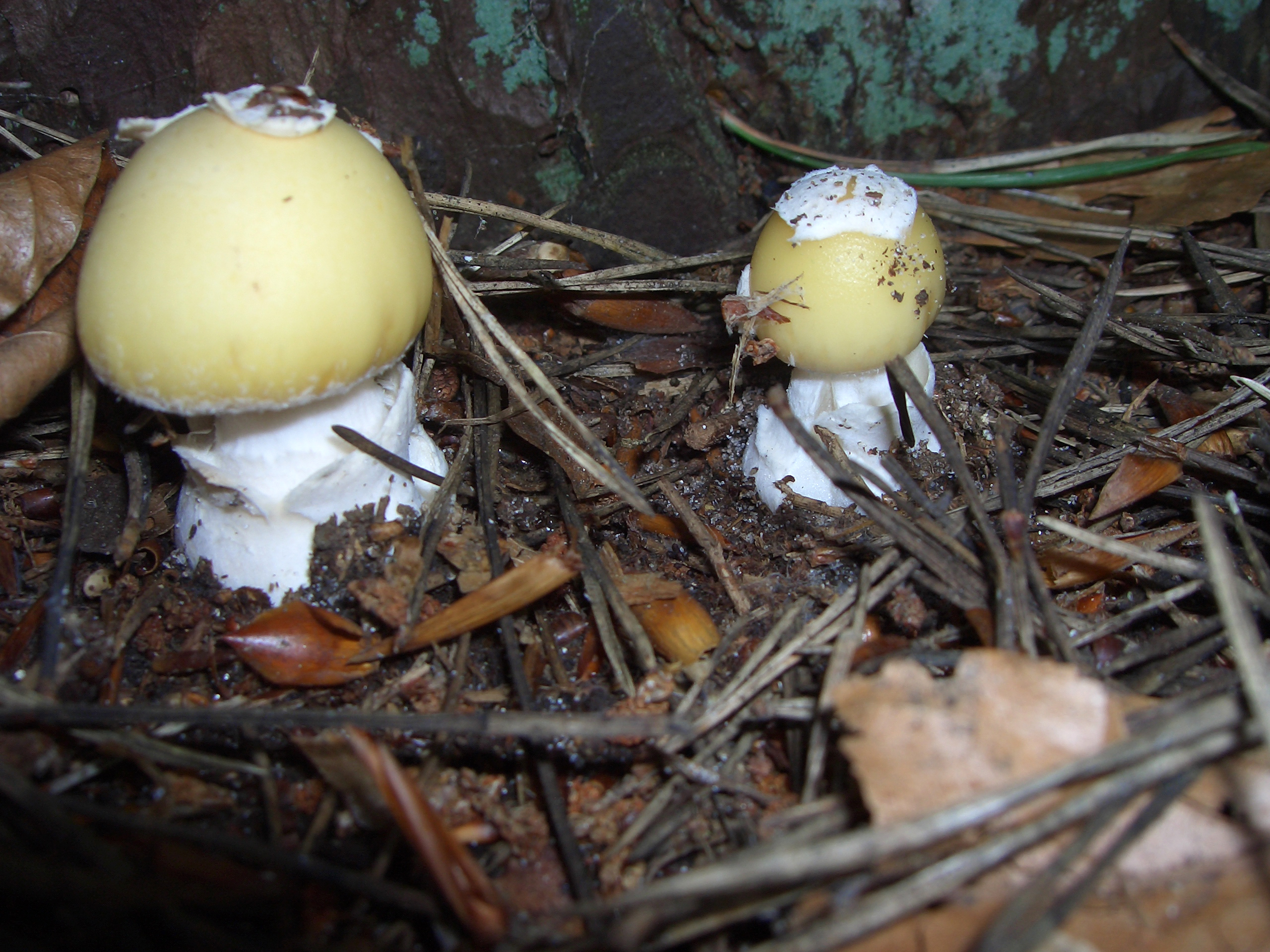
!!!Amanita-phalloides!!!
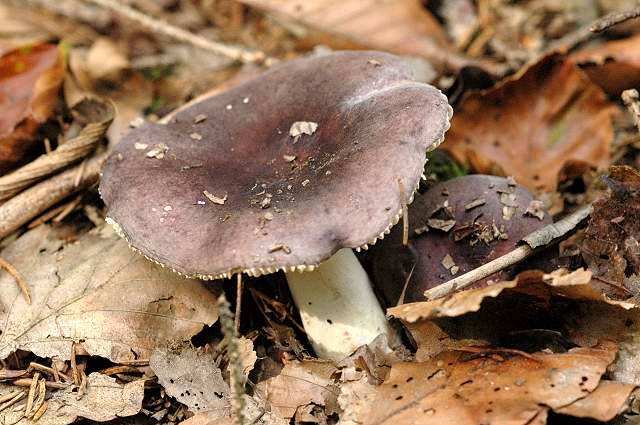
Russula.amoena
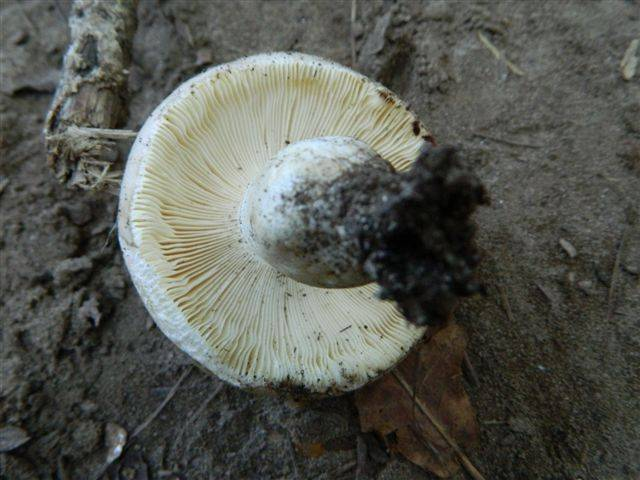
Russula anatina
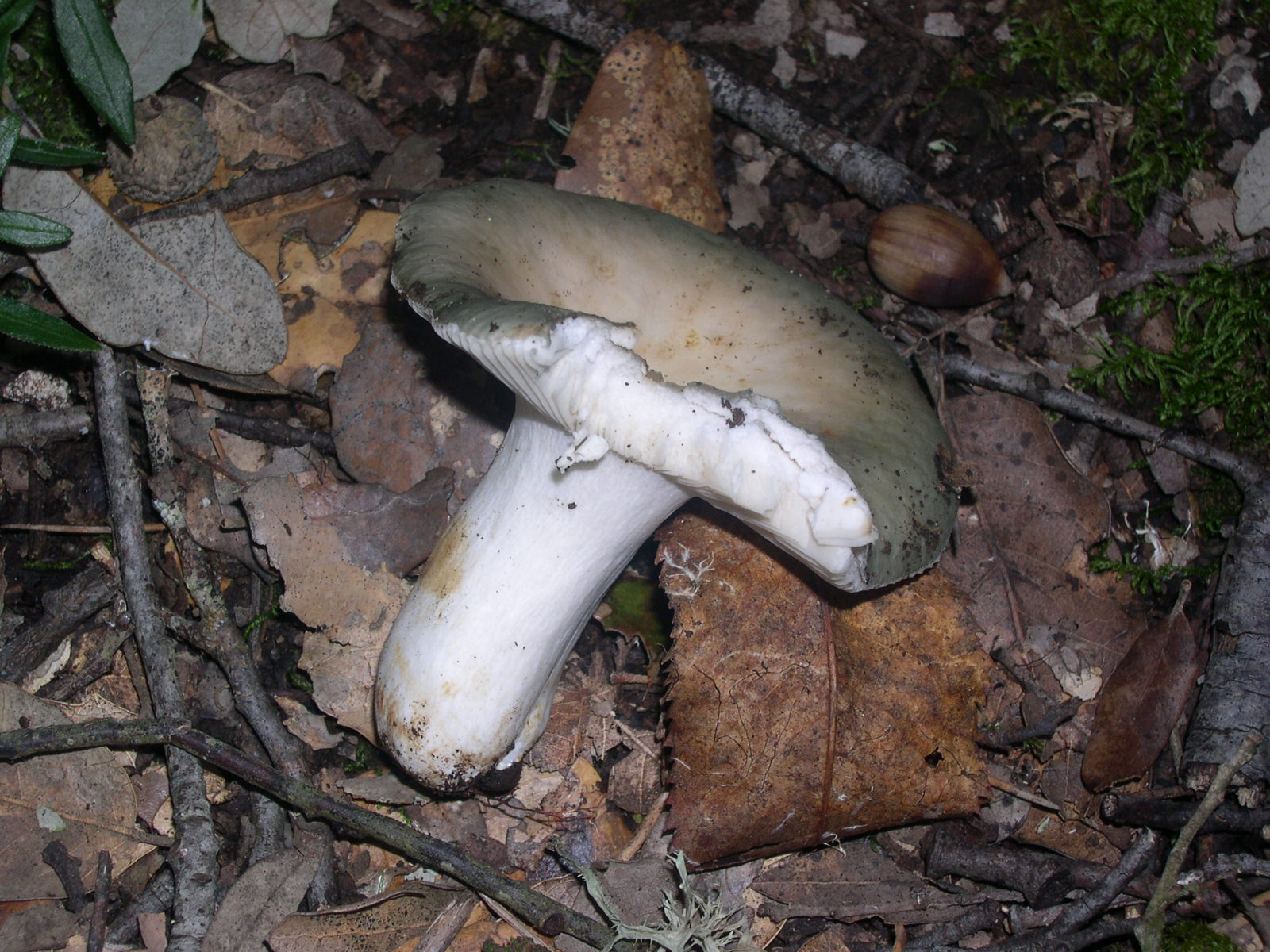
Russula grisea
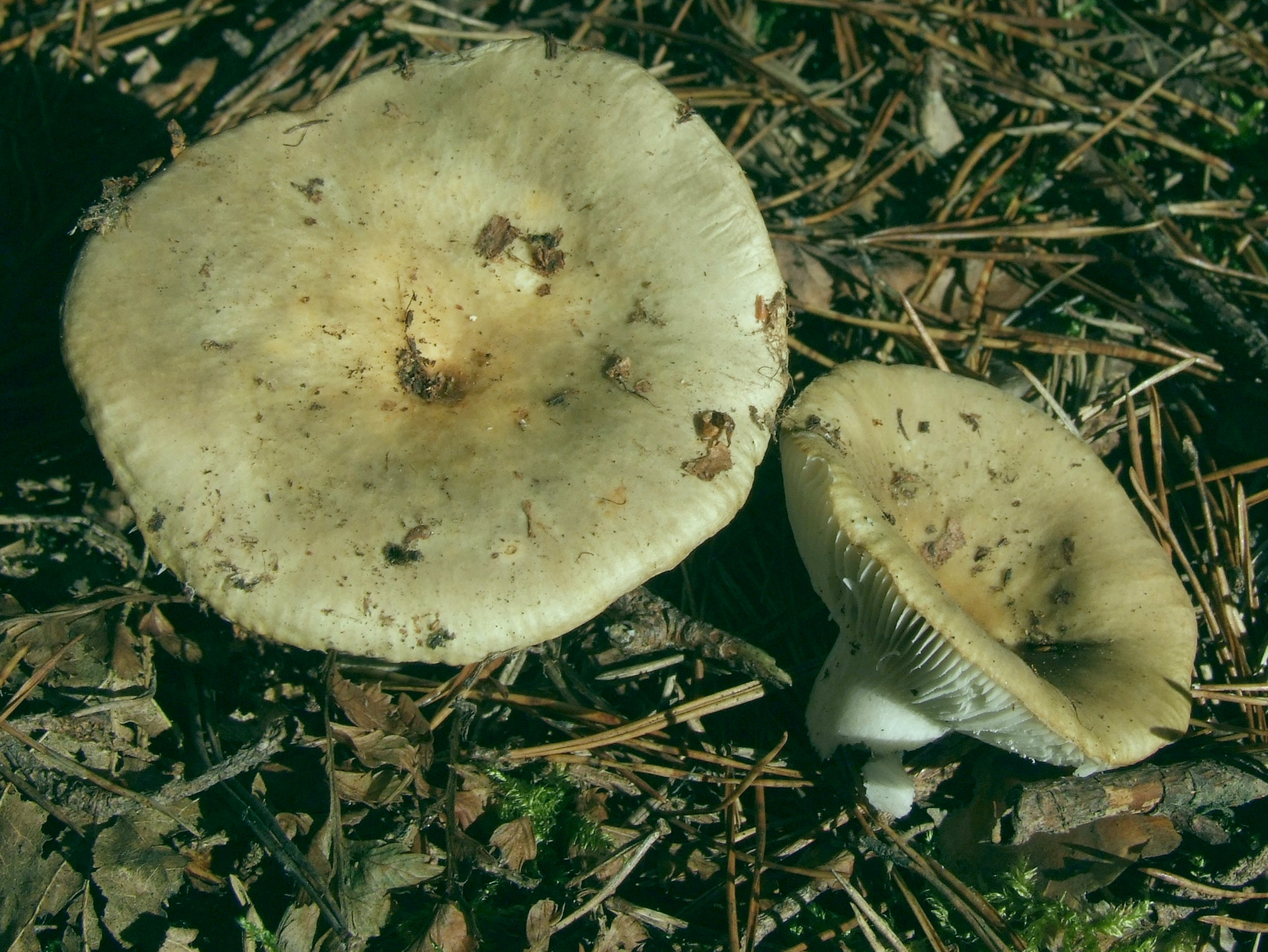
Russula heterophylla
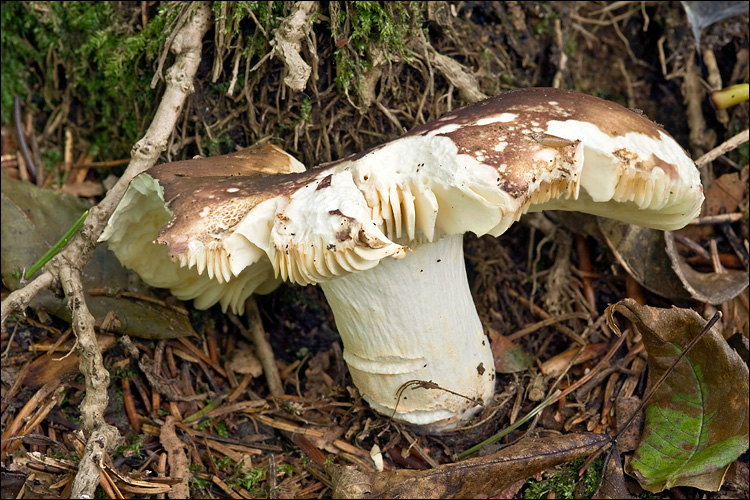
Russula integra
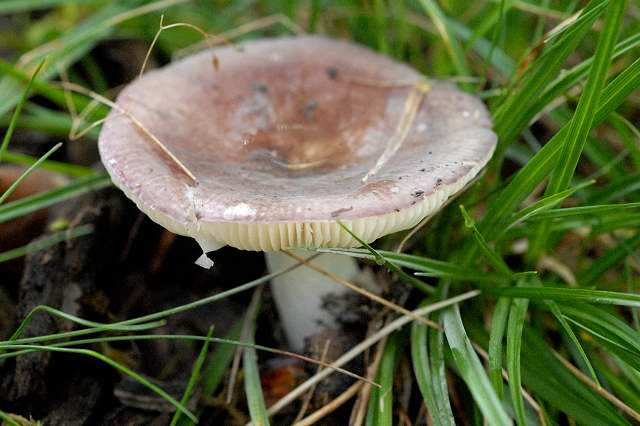
Russula.ionochlora
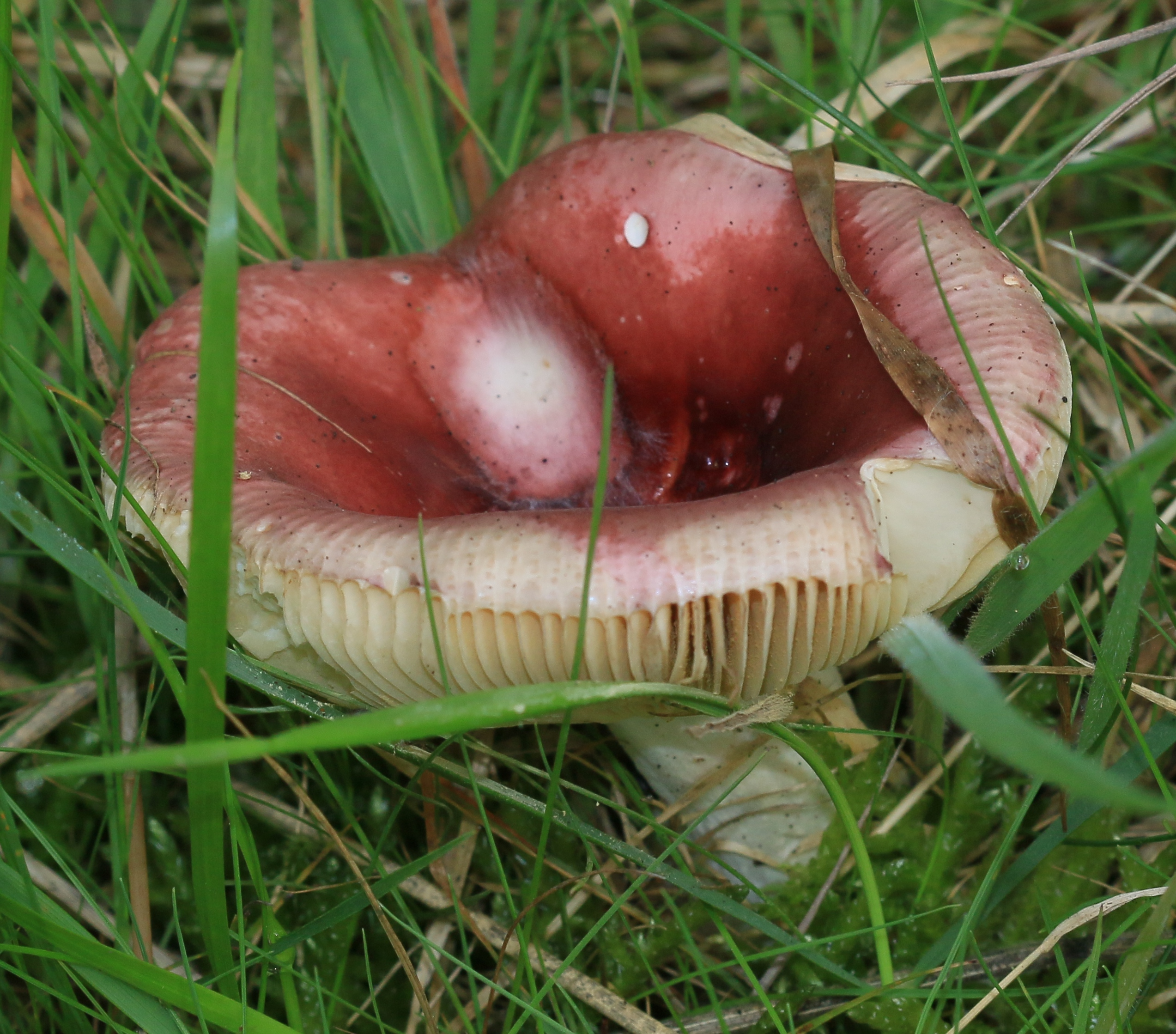
Russula lilacea
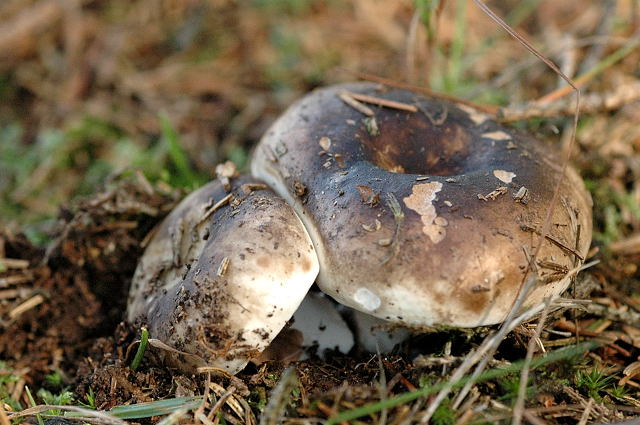
Russula.nigricans

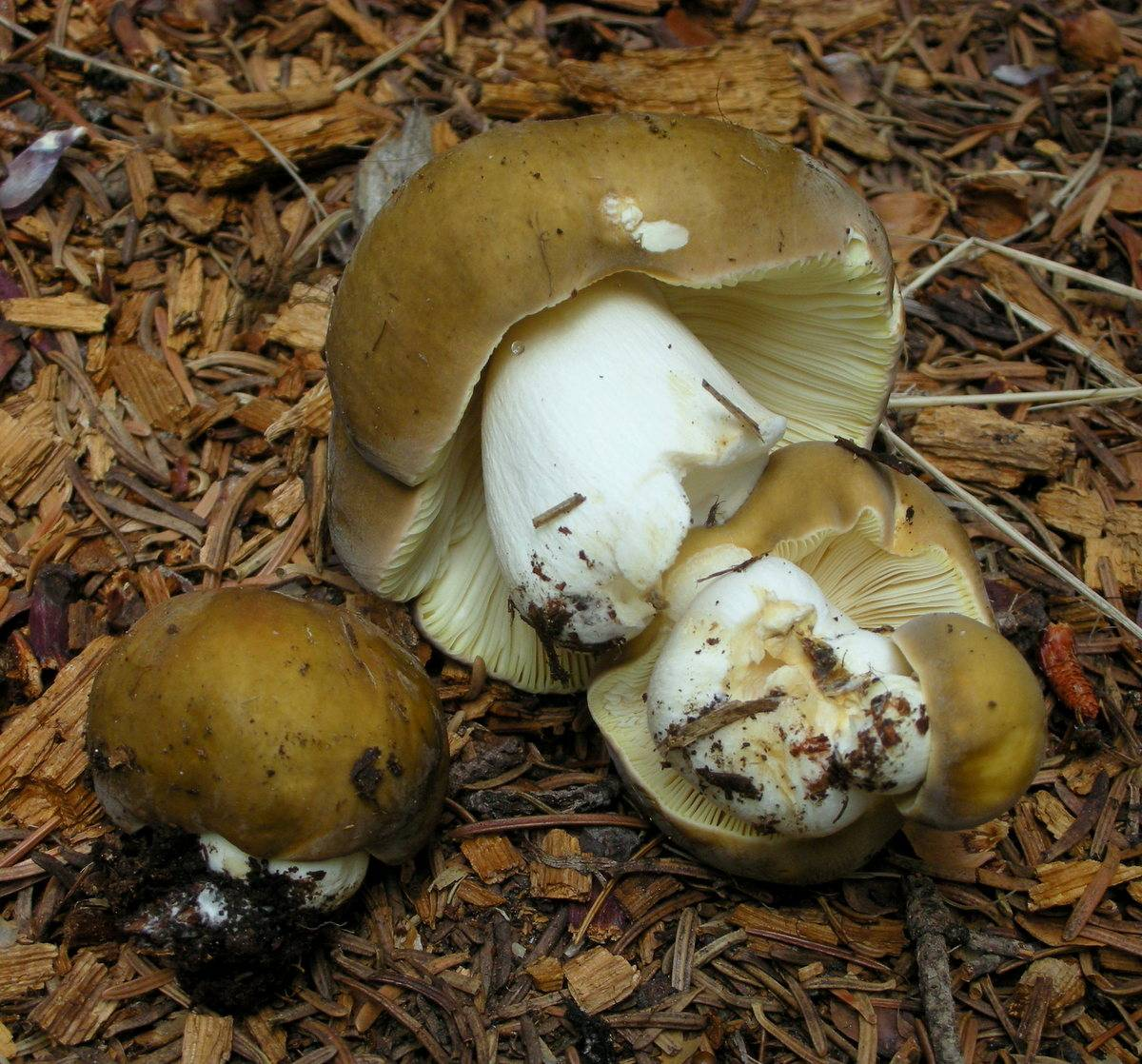
Russula olivacea
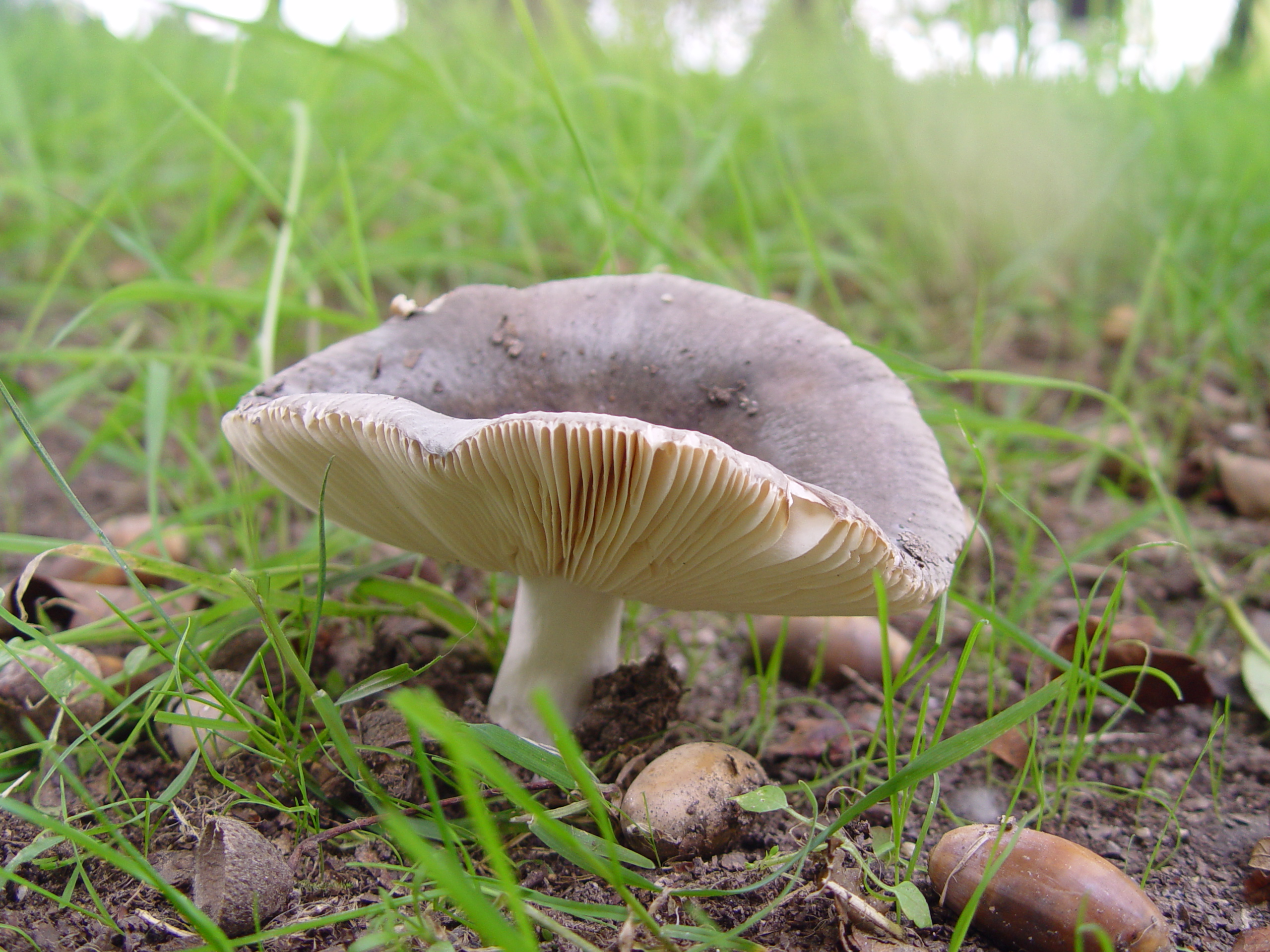
Russula parazurea
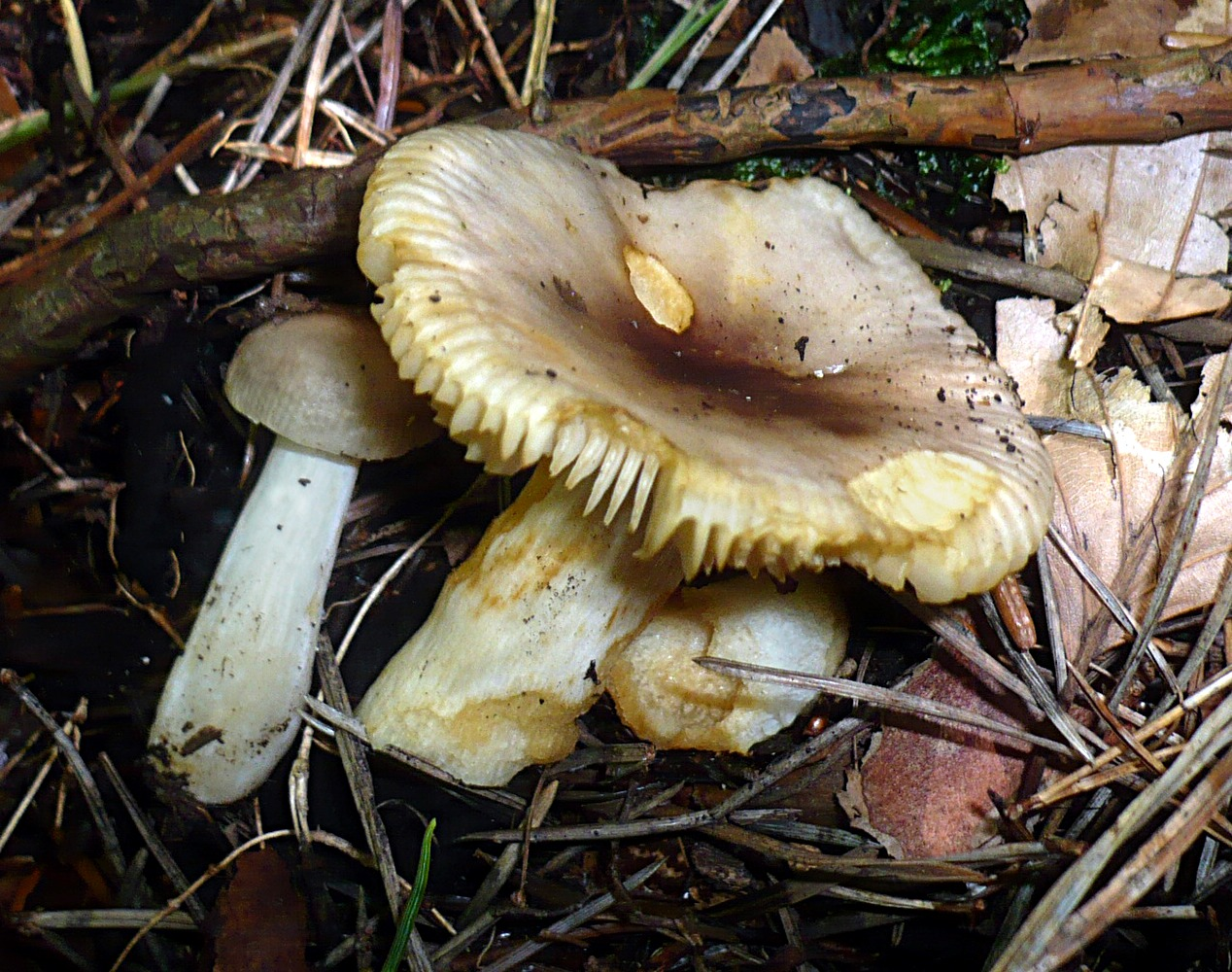
Russula puellaris
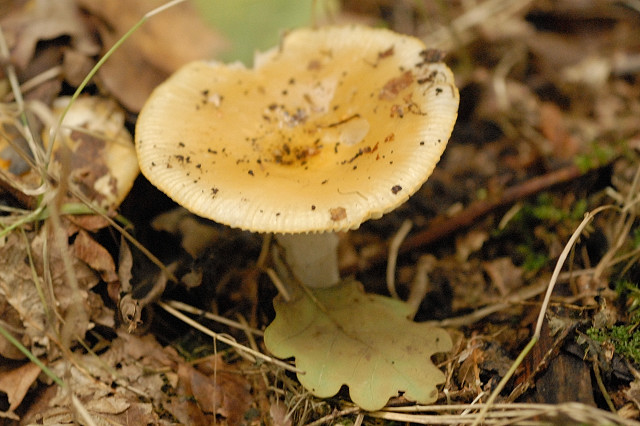
!!Russula.raoultii!!
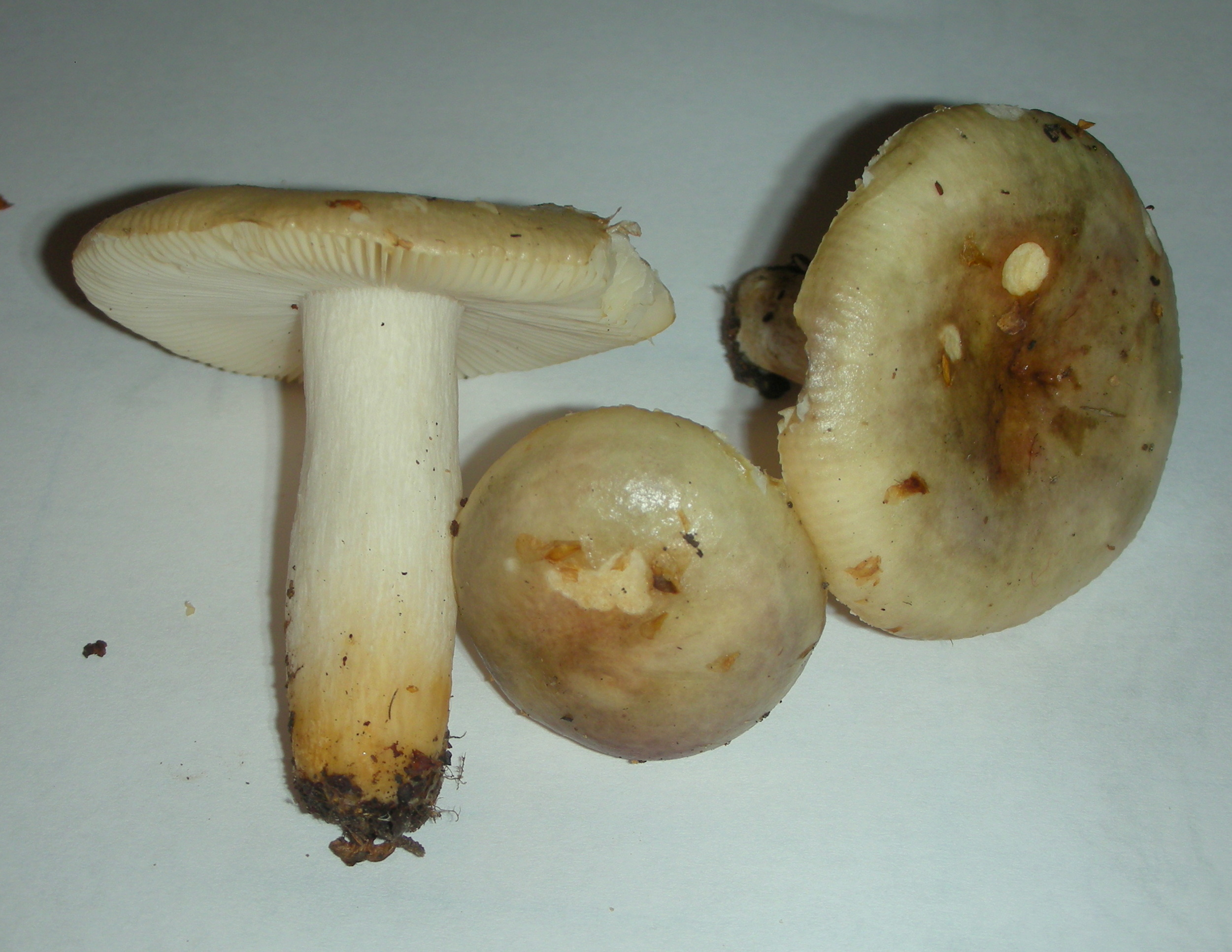
!Russula versicolor!
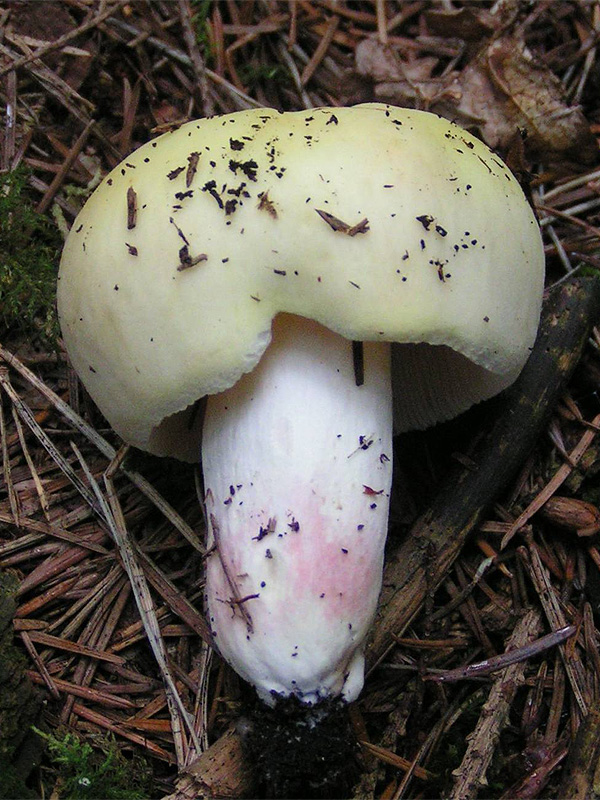
Russula violeipes
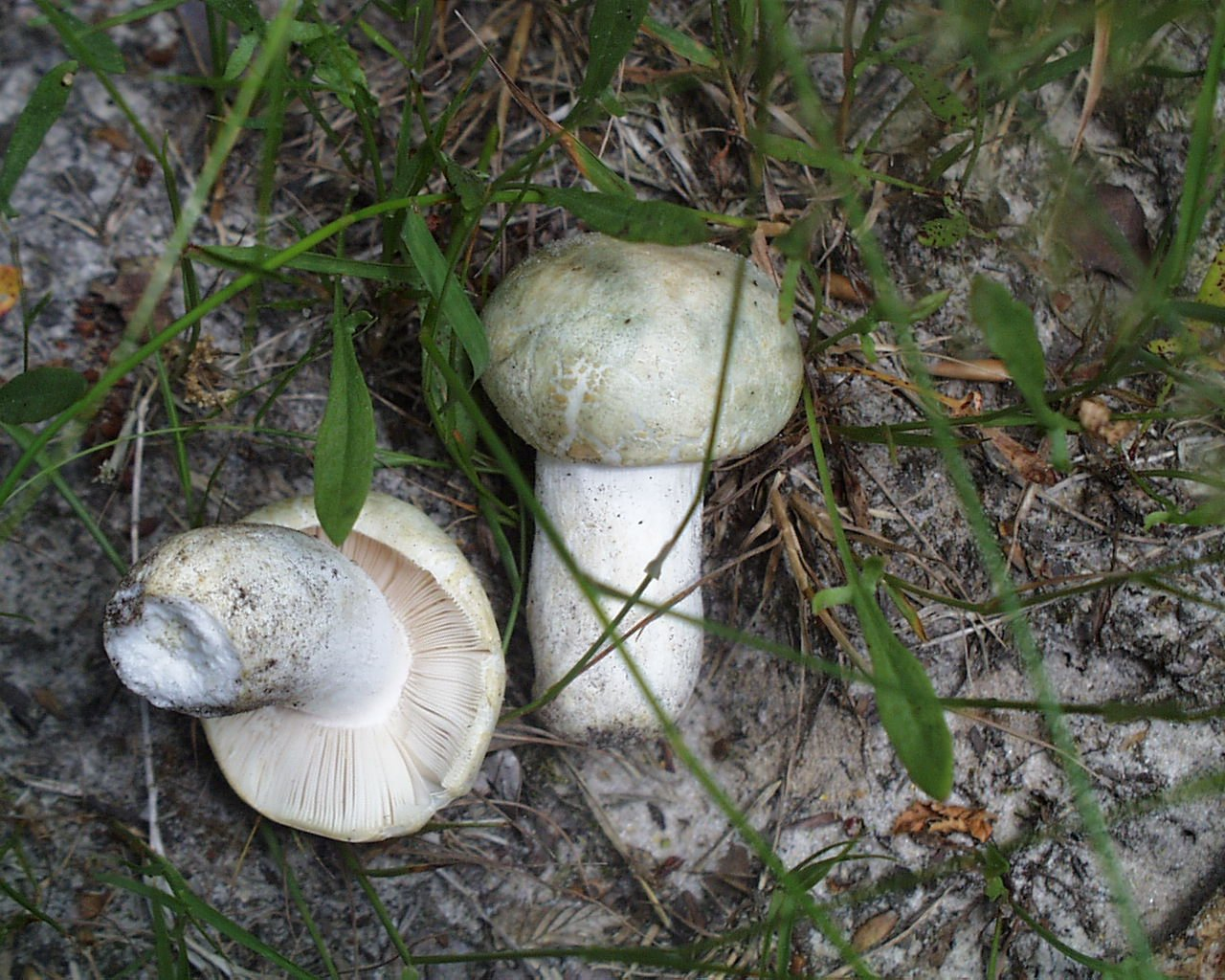
Russula virescens
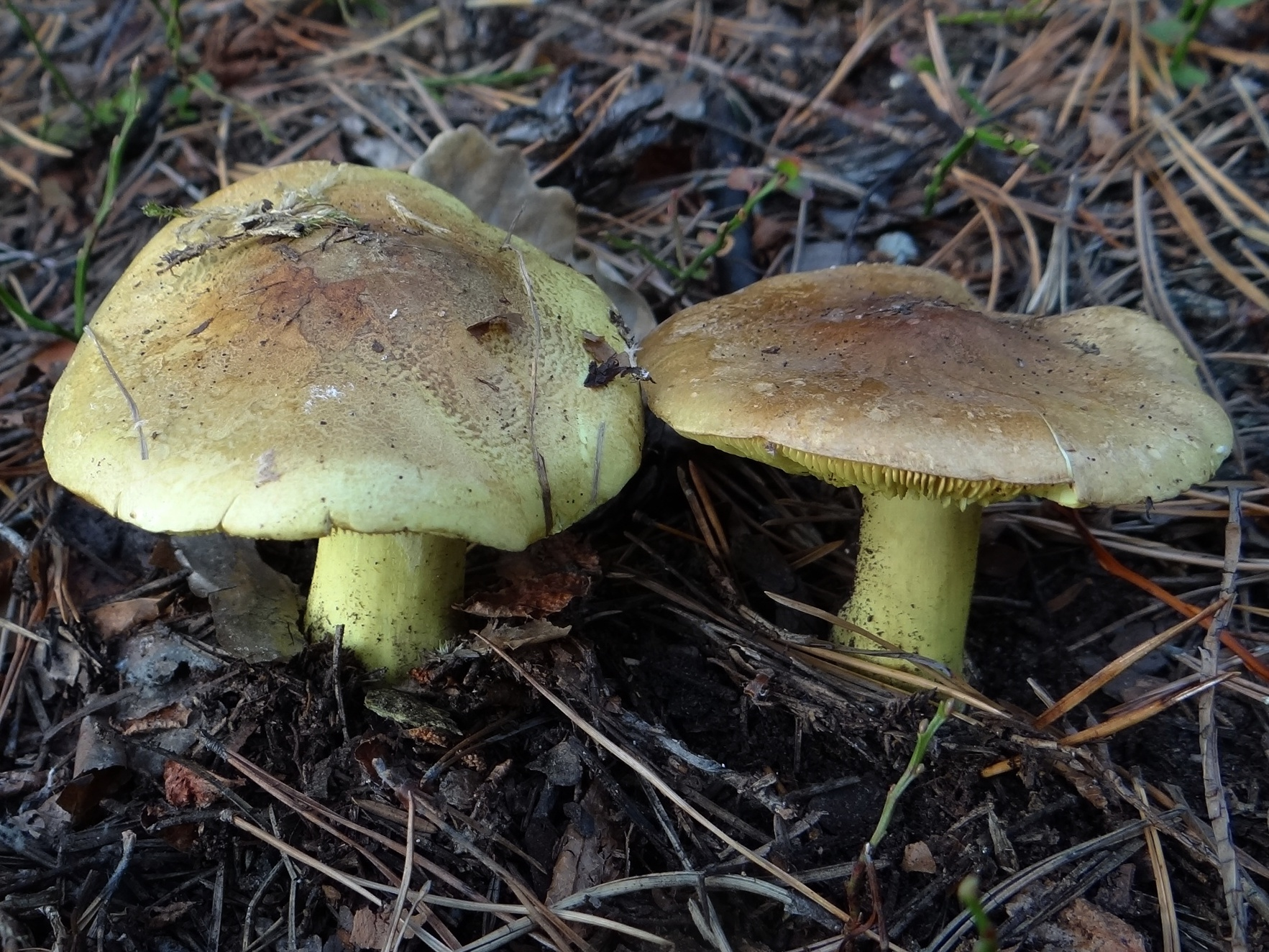
!!!Tricholoma equestre!!!

## Valorificare
Vinețica porcului este din cauza cârnii fragile nu astfel de delicată ca de exemplu Russula aurea. Ea însă poate fi preparată ca hulubița, atunci cel mai bine tânără, dar nu se recomandă consumul buretelui crud. 